# Polánka (Kasejovice)
Polánka je malá vesnice, část města Kasejovice v okrese Plzeň-jih v Plzeňském kraji. Nachází se asi 1,5 kilometru jihozápadně od Kasejovic. Polánka leží v katastrálním území Polánka u Kasejovic o rozloze 2,56 km².

## Historie
První písemná zmínka o vesnici pochází z roku 1550.

## Obyvatelstvo
| Rok            | 1869 | 1880 | 1890 | 1900 | 1910 | 1921 | 1930 | 1950 | 1961 | 1970 | 1980 | 1991 | 2001 | 2011 | 2021 |
| -------------- | ---- | ---- | ---- | ---- | ---- | ---- | ---- | ---- | ---- | ---- | ---- | ---- | ---- | ---- | ---- |
| Počet obyvatel | 182  | 172  | 151  | 165  | 169  | 161  | 131  | 111  | 98   | 90   | 105  | 80   | 78   | 61   | 58   |
| Počet domů     | 27   | 31   | 31   | 29   | 29   | 29   | 28   | 27   | 25   | 25   | 25   | 27   | 28   | 28   | 27   |

## Obecní správa
Při sčítání lidu v letech 1850–1889 Polánka byla osadou obce Hradiště v okrese Blatná. V letech 1890–1963 byla samostatnou obcí v okrese Blatná. Od roku 1964 je částí města Kasejovice v okrese Plzeň-jih.

## Další fotografie

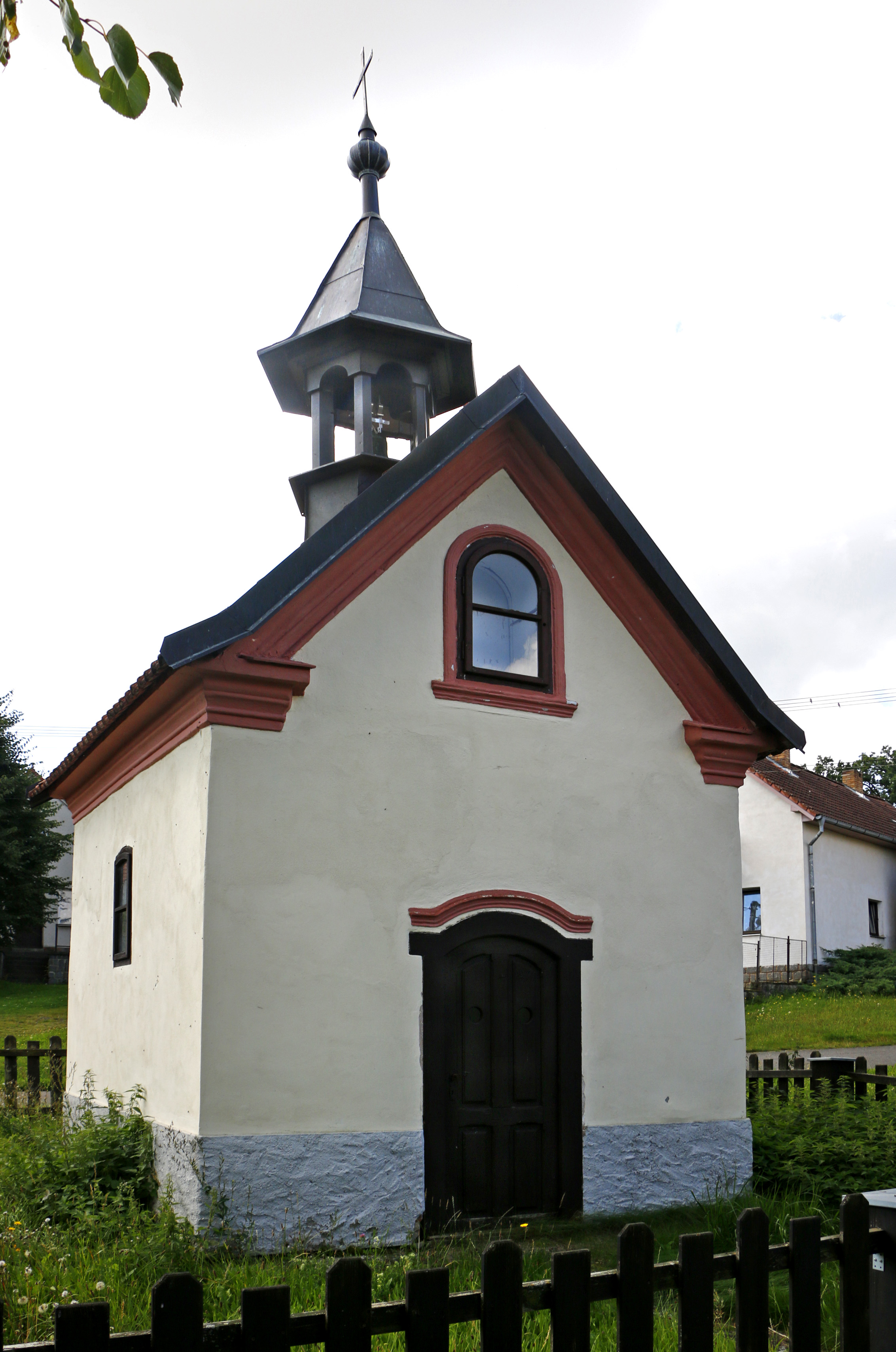
Kaple na návsi
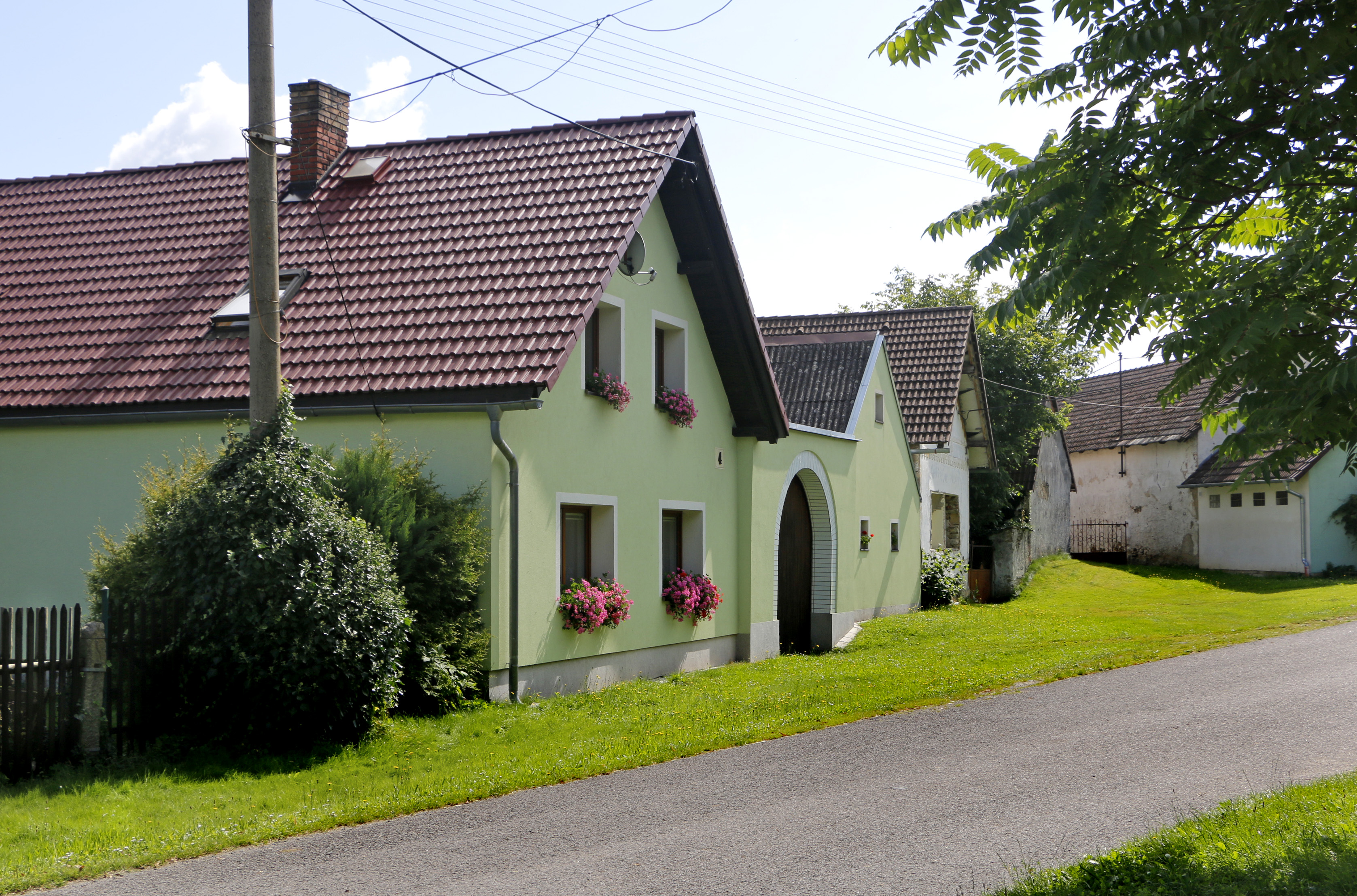
Dům čp. 5
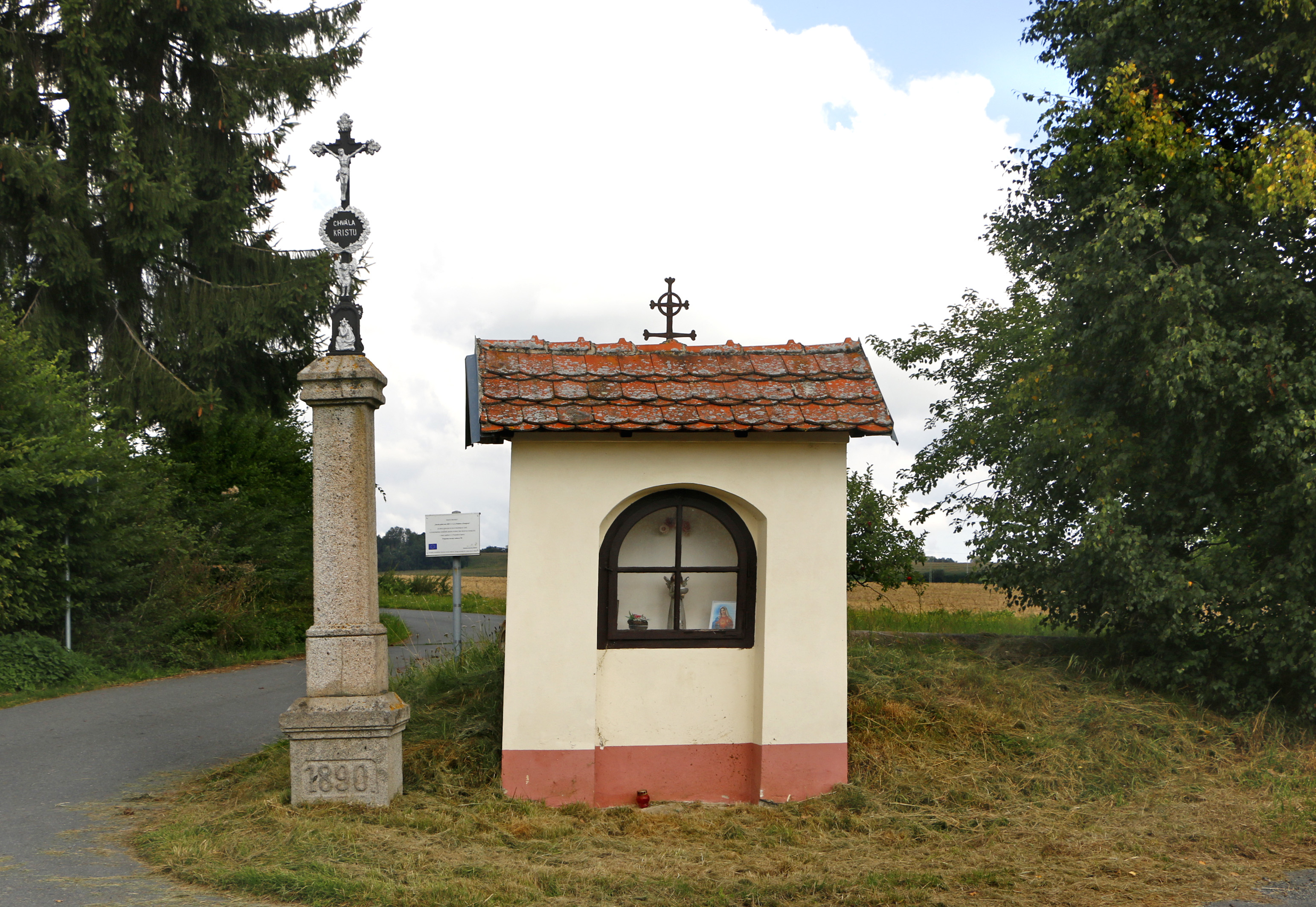
Kaplička na severu vesnice